# Zemětřesení v Jü-šu 2010

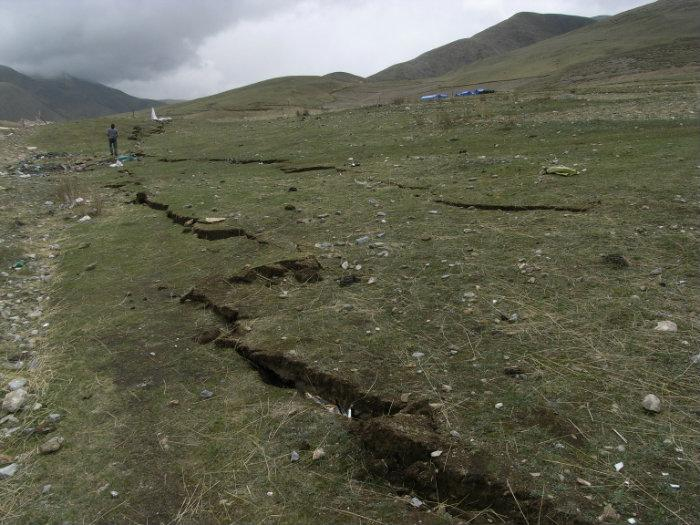
Zemětřesný rozštěp v pastvině

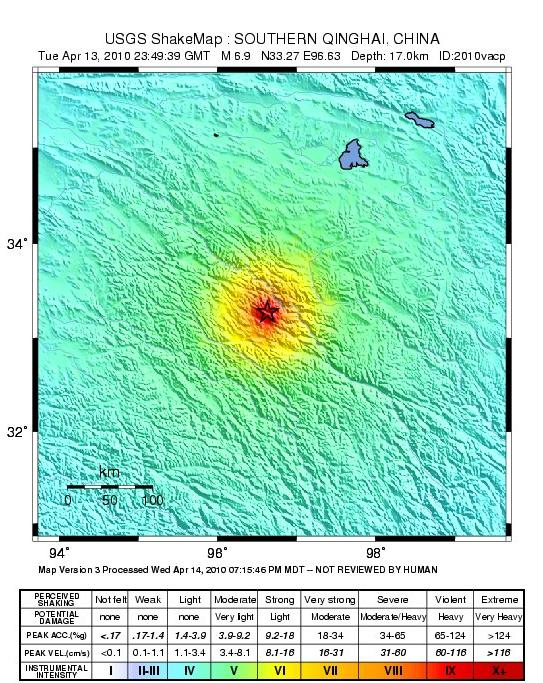
USGS ShakeMap

Zemětřesení v Jü-šu 2010 bylo zemětřesení v autonomní prefektuře Jü-šu v provincii Čching-chaj v Čínské lidové republice.
K otřesu došlo 14. dubna 2010 v 7:49 místního času. Měl sílu 6,9 Mw a jeho hypocentrum se nacházelo 17 km pod zemí. Podle agentury Sin-chua bylo potvrzeno 2 698 mrtvých a 12 135 zraněných, z nich 1 434 těžce. Druhý den proběhlo mnoho dotřesů, z nichž jeden měl sílu 5,8 Mw. Epicentrum zemětřesení se nacházelo v odlehlém a členitém terénu, v blízkosti hranic s Tibetskou autonomní oblastí, u vesnice Rima v obci Horní La-siou v okresu Jü-šu ve stejnojmenné prefektuře, asi 30 km od města Gyêgu a asi 240 km od Čhamdo. Epicentrum zemětřesení bylo v řídce osídlené oblasti na Tibetské náhorní plošině, kterou pravidelně postihují zemětřesení.